# Vlastní pravidla
Vlastní pravidla (v anglickém originále Georgia Rule) je hořké americké psychologicko-romantické filmová drama režiséra Garryho Marshalla z roku 2007 s Jane Fondovou (1. generace), Lindsay Lohanovou (3. generace) a Felicity Huffmanovou (2. generace) v hlavní roli. Jedná se o rodinné drama tří generací svérázných a dosti svéhlavých žen (babičky, matky a dcery) a jejich partnerů, které se odehrává zpočátku ve zcela nepřehledném propletenci pokroucených a nejasných osobních i rodinných vztahů mezi babičkou, dcerou a vnučkou. Hlavním tématem filmu je však utajované sexuální zneužívání nezletilé dcery matčiným partnerem resp. otčímem, které zásadová a svérázná babička (kvakerka Jane Fondová) nehodlá nechat jen tak bez povšimnutí.

## Hrají
- Jane Fondová (Georgia Randall - babička)
- Lindsay Lohanová (Rachel Wilcox - dcera)
- Felicity Huffmanová (Lilly Wilcox - matka)
- Dermot Mulroney (Simon Ward)
- Garrett Hedlund (Harlan Wilson)
- Cary Elwes (Arnold)
- Hector Elizondo (Izzy)
- Dylan McLaughlin (Sam)
- Zachary Gordon (Ethan)
- Laurie Metcalfová (Paula Richards)
- Tereza Stanislav (Violin Teacher)
- Fred Applegate (Townie #1)
- Cynthia Ferrer (Townie #2)
- Destiney Moore (Waitress)
- Christine Lakinová (Grace)
- Shea Curry (Melodee)

## Ocenění a nominace
| Rok  | Ocenění                            | Kategorie                                                                     | Nominovaní          | Výsledek  |
| ---- | ---------------------------------- | ----------------------------------------------------------------------------- | ------------------- | --------- |
| 2007 | Alliance of Women Film Journalists | film, který chceš milovat, ale prostě nemůžeš                                 |                     | nominace  |
| 2007 | Teen Choice Awards                 | nejlepší sentimentální film                                                   |                     | nominace  |
| 2007 | Teen Choice Awards                 | nejlepší filmová herečka: drama                                               | Lindsay Lohan       | nominace  |
| 2008 | Prism Awards                       | nejlepší film                                                                 |                     | vítězství |
| 2008 | Prism Awards                       | nejlepší film: široké rozšíření                                               |                     | vítězství |
| 2008 | Prism Awards                       | nejlepší herecký výkon ve filmu                                               | Felicity Huffmanová | nominace  |
| 2008 | Young Artist Awards                | nejlepší mužský herecký výkon ve filmu ve vedlejší roli: komedie nebo muzikál | Zachary Gordon      | vítězství |
| 2008 | Young Artist Awards                | nejlepší mužský herecký výkon ve filmu ve vedlejší roli: komedie nebo muzikál | Dylan McLaughlin    | nominace  |